# Liste der Kellergassen in Mailberg
Die Liste der Kellergassen in Mailberg führt die Kellergassen in der niederösterreichischen Gemeinde Mailberg an.
| Foto |                 | Kellergasse        | Standort              | Beschreibung |
| ---- | --------------- | ------------------ | --------------------- | --- |
| BW   | Datei hochladen | „Kadolzerstraße“   | KG: Mailberg Standort | Die Kellergasse ist eine einseitige Einzelkellergasse an einer Geländekante. Sie besteht aus 12 Gebäuden und hat eine Länge von 200 Metern. |
| ja   | Datei hochladen | Hundsschupfen/Zipf | KG: Mailberg Standort | Die Kellergasse ist ein einseitiges Kellergassensystem in Hanglage. Sie besteht aus 78 Gebäuden und hat eine Länge von 900 Metern. Die älteste Datierung geht auf das Jahr 1861 zurück. Der „Obere Zipf“ mit seinen 20 Presshäusern steht als einzige Kellergasse komplett unter Denkmalschutz (siehe Liste der denkmalgeschützten Objekte in Mailberg). |
| BW   | Datei hochladen | Marktweg           | KG: Mailberg Standort | Die Kellergasse ist eine beidseitige Einzelkellergasse in Grabenlage. Sie besteht aus 99 Gebäuden und hat eine Länge von 500 Metern. |
| ja   | Datei hochladen | Rosenpoint         | KG: Mailberg Standort | Die Kellergasse ist eine beidseitige Einzelkellergasse in Grabenlage. Sie besteht aus 38 Gebäuden und hat eine Länge von 300 Metern. |

| Foto:                    | Fotografie der Kellergasse (Gesamtheit). Klicken des Fotos erzeugt eine vergrößerte Ansicht. Daneben finden sich zwei Symbole: \| Weitere Bilder vorhanden \| Das Symbol bedeutet, dass weitere Fotos des Objekts verfügbar sind. Durch Klicken des Symbols werden sie angezeigt. \| \| Eigenes Foto hochladen \| Durch Klicken des Symbols können weitere Fotos des Objekts in das Medienarchiv Wikimedia Commons hochgeladen werden. \| |
| Name:                    | Bezeichnung der Kellergasse |
| Standort:                | Es ist die Katastralgemeinde (KG) angegeben. Durch Aufruf des Links Standort wird die Lage der Kellergasse in verschiedenen Kartenprojekten angezeigt. |
| Beschreibung             | Kurze Beschreibung der Kellergasse |
| Weitere Bilder vorhanden | Das Symbol bedeutet, dass weitere Fotos des Objekts verfügbar sind. Durch Klicken des Symbols werden sie angezeigt. |
| Eigenes Foto hochladen   | Durch Klicken des Symbols können weitere Fotos des Objekts in das Medienarchiv Wikimedia Commons hochgeladen werden. |